# Brian Slocum (profesor de derecho)
Brian G. Slocum es un autor estadounidense y profesor de derecho con experiencia reconocida en jurisprudencia, interpretación de leyes, lingüística jurídica y derecho administrativo . El profesor Brian Bix de la Universidad de Minnesota lo describió como "uno de los académicos más importantes que trabajan en la intersección de la interpretación legal y la filosofía del lenguaje". La erudición del profesor Slocum ha examinado y criticado la ' doctrina del significado ordinario ' y cómo ha sido utilizada por los tribunales para interpretar el lenguaje. Ha ganado numerosos premios y sus publicaciones se han impreso en otros idiomas, incluido el chino.

## Educación
Slocum obtuvo un BBA de Pacific Union College, un JD de Harvard Law School y una maestría y un doctorado. en lingüística de UC Davis .

## Carrera
Brian G. Slocum es el profesor Stearns Weaver Miller en la Facultad de Derecho de la Universidad Estatal de Florida, donde enseña lenguaje e interpretación legal. Anteriormente, fue profesor de derecho y decano asociado de becas en la Facultad de Derecho McGeorge de la Universidad del Pacífico . También ha sido profesor invitado en la Facultad de Derecho de UC Davis, la Facultad de Derecho de UC Berkeley y la Facultad de Derecho de Stanford .

### Intereses Actuales
Slocum afirma que está trabajando en el campo de la jurisprudencia experimental, realizando investigaciones empíricas sobre cómo la gente común entiende el lenguaje de las reglas. Su último artículo cuestiona las perspectivas legales que afirman que los valores normativos son irrelevantes para determinar el significado lingüístico legal.

## Publicaciones

### Libros
El profesor Slocum ha escrito tres libros:
- Significado ordinario: una teoría del principio más fundamental de la interpretación legal (University of Chicago Press, 2015)

- La naturaleza de la interpretación legal: lo que los juristas pueden aprender sobre la interpretación legal desde la lingüística y la filosofía (University of Chicago Press, 2017)

- Juez Scalia: retórica y estado de derecho (University of Chicago Press, 2019)

### Artículos
También ha publicado artículos en muchas revistas de derecho notables, que incluyen:
- Revista de derecho de Harvard
- Revisión de la ley de Columbia
- Revista de derecho de Georgetown
- Revista de derecho internacional de Yale
- Revista de derecho de la Universidad de Pensilvania
- Revista de derecho de la Universidad de Nueva York

Sus artículos más citados son:
1. The Immigration Rule of Lenity and Chevron Deference (Georgetown Immigration Law Journal 17, 515, 2002)[5]
2. La importancia de ser ambiguo (Maryland Law Review 69, 791, 2009)[6]
3. Canons, the Plenary Power Doctrine, and Immigration Law (Revisión de Derecho de la Universidad Estatal de Florida 34, 363, 2006)[7]
4. El significado del sexo: palabras dinámicas, aplicaciones novedosas y significado público original (Michigan Law Review, 119, 2020)[8]
5. Interpretación estatutaria desde el exterior (Columbia Law Review 122, 213, 2022)[9]
6. Significado ordinario y lingüística del corpus (Brigham Young University Law Review 2017, 1417, 2017)[10]
7. RICO and the Legislative Supremacy Approach to Federal Criminal Lawmaking (Loyola University of Chicago Law Journal 31, 639, 1999)[11]